# 桃井あやか
桃井 あやか（ももい あやか、1998年12月21日 - ）は、日本のタレント、グラビアアイドル。東京都出身。センスプロモーション所属。

## 来歴
2017年9月にアイドルユニット『美少女伝説』のメンバーとして加入し活動。

## 出演
- 美少女伝説（2017年9月29日、スパイスビジュアル）
- 美少女伝説 密かなメモリアル（2017年11月24日、スパイスビジュアル）共演：平野もえ[2]
- ピュア・スマイル（2017年12月22日、竹書房）
- 恋文（2018年3月30日、スパイスビジュアル）